# Щоденник слабака
«Щоденник слабака» — це серія художніх книг, написаних американським автором і карикатуристом Джеффом Кінні . Всі головні книги — це щоденники головного героя Грега Гефлі . Як і годиться для щоденника підлітка, книги наповнені простими малюнками щоденних пригод Грега.
2016 року серія отримала премію «Вибір дітей» у номінації «Улюблена книга».
З моменту виходу Інтернет-версії в травні 2004 р. більшість книг отримали позитивні відгуки та комерційний успіх. Станом на 2020 рік у світі було продано понад 250 мільйонів копій.
Перший, другий, четвертий та дев'ятий випуски були адаптовані до фільмів студією 20th Century Fox .
У грі Poptropica випущено два острови за темою «Щоденника слабака», які називаються Wimpy Wonderland і Wimpy Boardwalk.
В Україні серію книг «Щоденник слабака» видає видавнича група «КМ-Букс». 

## Історія створення
Щоденник слабака офіційно розпочався, коли Кінні висловив думку про слабкого хлопчика на ім'я Грег Гефлі, який писав про своє особисте життя. У травні 2004 року FunBrain та Kinney випустили онлайн версію Щоденника слабака. На вебсайті робилися щоденні записи до червня 2005 р. Кінні працював над своєю книгою майже вісім років, перш ніж показати її видавництву в Нью-Йорку.
У лютому 2006 року, під час Нью-Йоркського комічного кону, Джефф підписав угоду з кількома книгами з видавництвом Harry N. Abrams, Inc., щоб перетворити «Щоденник слабака» у друковану серію.
Книга моментально стала хітом, і станом на 2009 рік онлайн-версія набрала близько 20 мільйонів переглядів. Однак, багато читачів в Інтернеті просили друковану версію; Кінні погодився, і в квітні 2007 року був опублікований «Щоденник слабака». Станом на 2020 випущено чотирнадцять книг про слабака, а також одну книгу «зроби сам». У квітні 2009 року TIME назвав Кінні одним із найвпливовіших людей у світі.

## Видання
2016 року серія отримала премію «Вибір дітей» у номінації «Улюблена книга». Станом на 2025 рік вийшло двадцять книг серії.

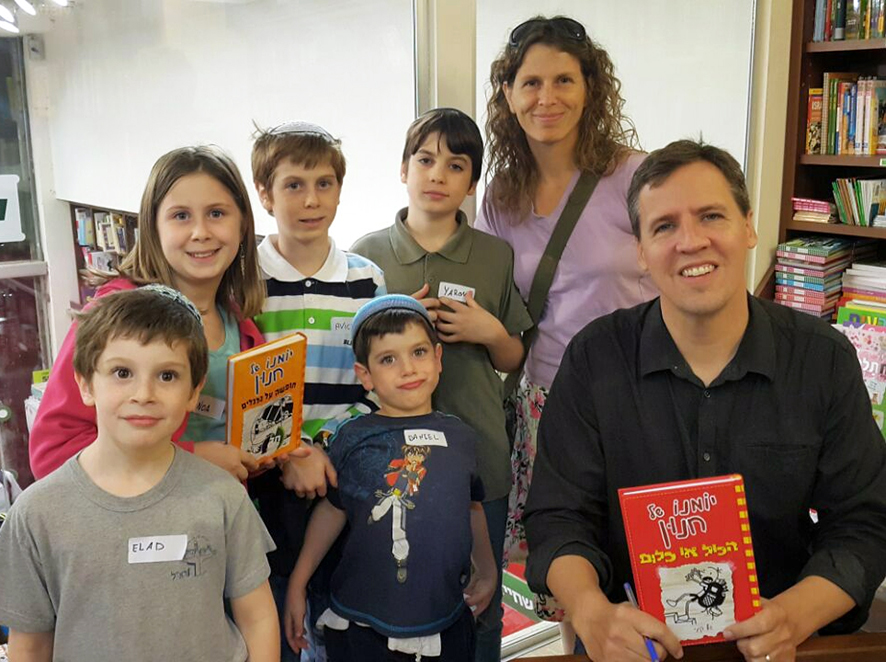

- 2007 — «Щоденник слабака» (англ. Diary of a Wimpy Kid);
- 2008 — «Щоденник слабака: Зоряний час Родрика» (англ. Diary of a Wimpy Kid: Rodrick Rules);
- 2009 — «Щоденник слабака: Остання крапля» (англ. Diary of a Wimpy Kid: The Last Straw);
- 2009 — «Щоденник слабака: Канікули псу під хвіст» (англ. Diary of a Wimpy Kid: Dog Days);
- 2010 — «Щоденник слабака: Бридка правда» (англ. Diary of a Wimpy Kid: The Ugly Truth);
- 2011 — «Щоденник слабака: Стінна лихоманка» (англ. Diary of a Wimpy Kid: Cabin Fever);
- 2012 — «Щоденник слабака: Третій зайвий» (англ. Diary of a Wimpy Kid: The Third Wheel);
- 2013 — «Щоденник слабака: 33 нещастя» (англ. Diary of a Wimpy Kid: Hard Luck);
- 2014 — «Щоденник слабака: Дорога полотном» (англ. Diary of a Wimpy Kid: The Long Haul);
- 2015 — «Щоденник слабака: Усе по-старому» (англ. Diary of a Wimpy Kid: Old School);
- 2016 — «Щоденник слабака: Подвійний облом» (англ. Diary of a Wimpy Kid: Double Down);
- 2017 — «Щоденник слабака: На курорті» (англ. Diary of a Wimpy Kid: The Getaway).
- 2018 - «Щоденник слабака: Гаряча зима» (англ. Diary of a Wimpy Kid: The Meltdown).
- 2019 - «Щоденник слабака: Будуй-ламай» (англ. Diary of a Wimpy Kid: Wrecking Ball).
- 2020 - «Щоденник слабака: На дні» (англ. Diary of a Wimpy Kid: The Deep end).
- 2021 - «Щоденник слабака: Зірка спорту» (англ. Diary of a Wimpy Kid: Big shot).
- 2022 - англ. Diary of a Wimpy Kid: Diper Överlöde
- 2023 - англ. Diary of a Wimpy Kid: No Brainer
- 2024 - англ. Diary of a Wimpy Kid: Hot mess
- 2025 англ. Diary of a Wimpy Kid: Partypooper

Загалом вийшло чотири екранізації книг письменника: «Щоденник слабака» (2010), «Щоденник слабака: Правила Родрика» (2011), «Щоденник слабака: Собачі дні» (2012) та «Щоденник слабака: Довга подорож» (2017).

## Видання українською
Серію пригод школяра Ґреґа Гефлі «Щоденник слабака» в Україні видає видавнича група «КМ-Букс». Українською у видавництві вже вийшло одинадцять книг із двадцяти.
- Джеф Кінні. Щоденник слабака. Книга 1. — К. : КМ-Букс, 2014. — 224 с. — ISBN 978-617-538-328-5.. Переклав Дмитро Шостак
- Джеф Кінні. Щоденник слабака. Книга 2. Зоряний час Родрика. — К. : КМ-Букс, 2016. — 284 с. — ISBN 978-617-7409-42-6.
- Джеф Кінні. Щоденник слабака. Книга 3. Остання крапля. — К. : КМ-Букс, 2016. — 224 с. — ISBN 978-617-7409-81-5.. Переклав Дмитро Шостак
- Джеф Кінні. Щоденник слабака. Книга 4. Канікули псу під хвіст. — К. : КМ-Букс, 2017. — 224 с. — ISBN 978-617-7498-03-1.
- Джеф Кінні. Щоденник слабака. Книга 5. Бридка правда. — К. : КМ-Букс, 2017. — 224 с. — ISBN 978-617-7498-61-1.
- Джеф Кінні. Щоденник слабака. Книга 6. Стінна лихоманка. — К. : КМ-Букс, 2018. — 224 с. — ISBN 978-617-7535-62-0.
- Джеф Кінні. Щоденник слабака. Книга 7. Третій зайвий. — К. : КМ-Букс, 2018. — 224 с. — ISBN 978-617-7535-73-6.
- Джеф Кінні. Щоденник слабака. Книга 8. 33 нещастя. — К. : КМ-Букс, 2018. — 224 с. — ISBN 978-966-948-170-2.
- Джеф Кінні. Щоденник слабака. Книга 9. Дорога полотном — К. : КМ-Букс, 2019. — 224 с. — ISBN 978-966-948-251-8. Переклад Марія Пухлій
- Джеф Кінні. Щоденник слабака. Книга 10. Усе по-старому — К. : КМ-Букс, 2020. — 224 с. — ISBN 978-966-948-373-7. Переклад Марія Пухлій
- Джеф Кінні. Щоденник слабака. Книга 11. Подвійний облом — К. : КМ-Букс, 2020. — 224 с. — ISBN 978-966-948-517-5. Переклала Марина Марченко.
- Джеф Кінні. Щоденник слабака. Книга 12. На курорті. — К. : КМ-Букс, 2021. — 224 с. — ISBN . Переклав Віталій Ракуленко.